# Heteroscyphus aselliformis
Heteroscyphus aselliformis là một loài rêu tản trong họ Geocalycaceae. Loài này được (Reinw., Blume & Nees) Schiffner miêu tả khoa học lần đầu tiên năm 1910.